# 杨春湖站
杨春湖站位于中华人民共和国湖北省武汉市洪山区，是武汉地铁4号线的地铁车站，規劃時稱“建设十路站”，后为放大规划中的杨春湖城市副中心而改为现名。

## 车站结构

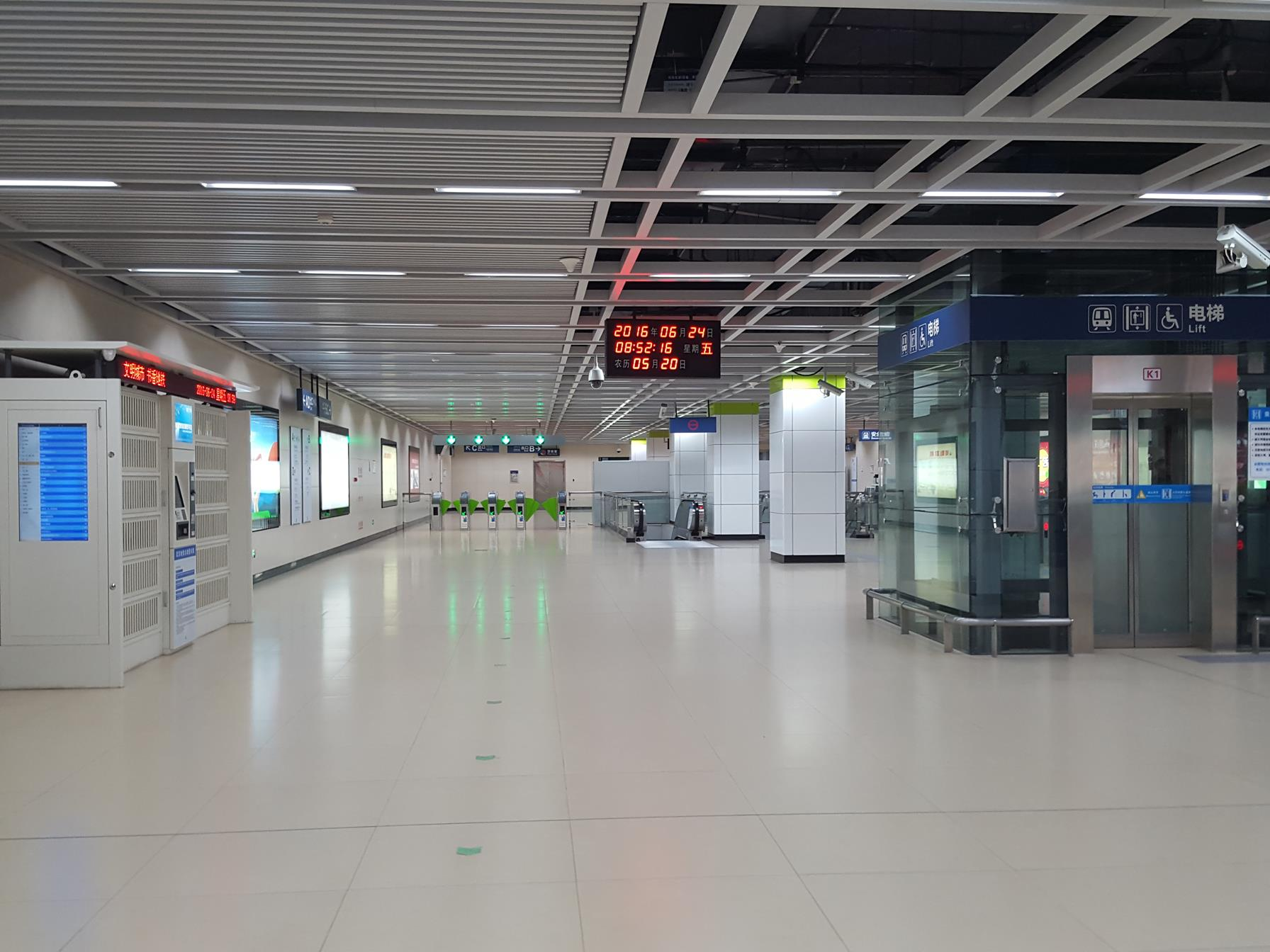
站廳層

该站位于杨春湖路与明德路的交汇处。该站有地下两层，总建筑面积11494.2平方米，其中地下一层为站厅层，地下二层为站台层，是岛式站台，并设有四个出入口。另在车站后方设有单渡线。

### 楼层分布
| 地面     | 地面               | 出入口                               |  |  |
| 地下一层 | 站厅               | 售票机、客服中心、武漢通充值、洗手間 |  |  |
| 地下二层 |                    | █ 4号线 往柏林（工业四路）           |  |  |
|          | 岛式站台，左侧开门 |                                      |  |  |
|          |                    | █ 4号线 往武汉火车站（武汉火车站）   |  |  |

### 車站出口
|                                                 |      |                                                 |
| 出口編號                                        | 設施 | 建議前往的目的地                                |
| A                                               |      | 楊春湖路 歡樂大道、白馬馨居西區                 |
| B                                               |      | 楊春湖路 歡樂大道、白馬馨居東區                 |
| C                                               |      | 楊春湖路 團結大道、楊春湖                       |
| D                                               |      | 楊春湖路 團結大道、工業園路、北洋橋糧油綜合市場 |
| 注： 設有升降機 \| 設有輪椅升降台 \| 設有洗手間 |      |                                                 |

## 运营信息
- 4号线首末班车时间

## 邻近地区
武汉站

### 内部链接
- 武汉地铁车站列表